# Phlox pulchra
Phlox pulchra är en blågullsväxtart som först beskrevs av Edgar Theodore Wherry, och fick sitt nu gällande namn av Edgar Theodore Wherry. Phlox pulchra ingår i släktet floxar, och familjen blågullsväxter. Inga underarter finns listade i Catalogue of Life.